# Ṃ̓
Ṃ̓ (minuscule : ṃ̓), appelé M virgule suscrite point souscrit, est une lettre latine utilisée dans l’écriture du heiltsuk.
Il s’agit de la lettre M diacritée d’une virgule suscrite et d’un point souscrit.

## Usage informatique
Le M virgule suscrite point souscrit peut être représenté avec les caractères Unicode suivants : 
- composé et normalisé NFC (latin étendu additionnel, diacritiques) :

| formes    | représentations | chaînes de caractères | points de code | descriptions                                                         |
| --------- | --------------- | --------------------- | -------------- | -------------------------------------------------------------------- |
| capitale  | Ṃ̓               | Ṃ◌̓                    | U+1E42 U+0313  | lettre majuscule latine m point souscrit diacritique virgule en chef |
| minuscule | ṃ̓               | ṃ◌̓                    | U+1E43 U+0313  | lettre minuscule latine m point souscrit diacritique virgule en chef |

- décomposé et normalisé NFD (latin de base, diacritiques) :

| formes    | représentations | chaînes de caractères | points de code       | descriptions                                                                     |
| --------- | --------------- | --------------------- | -------------------- | -------------------------------------------------------------------------------- |
| capitale  | Ṃ̓               | M◌̣◌̓                   | U+004D U+0323 U+0313 | lettre majuscule latine m diacritique point souscrit diacritique virgule en chef |
| minuscule | ṃ̓               | m◌̣◌̓                   | U+006D U+0323 U+0313 | lettre minuscule latine m diacritique point souscrit diacritique virgule en chef |

## Sources
- Alphabet heiltsuk, Bella Bella Community School.